# کوپویاروو
کوپویاروو (انگلیسی: Kupoyarovo) یک شهرک در شهرستان داولکانوفسکی در استان باشقیرستان کشور روسیه است.